# Sam Claflin
Sam Claflin, właśc. Samuel George Claflin (ur. 27 czerwca 1986 w Ipswich) – brytyjski aktor telewizyjny i filmowy.

## Życiorys

### Młodość i wykształcenie
Urodził się w Ipswich w hrabstwie Suffolk jako syn Sue i Marka Claflinów. Jego ojciec pracował jako dyrektor finansowy, a matka w administracji publicznej. Wychowywał się w Norwich w hrabstwie Norfolk z trzema braćmi: dwoma starszymi – Benjaminem i Danielem oraz młodszym Josephem. Uczęszczał do Costessey High School w Costessey. W dzieciństwie grał w piłkę nożną, ale po doświadczeniu na scenie w musicalu Jesus Christ Superstar zainteresował się aktorstwem. W 2003 ukończył Norwich City College. W 2009 został absolwentem London Academy of Music and Dramatic Art.

### Kariera
W 2010 debiutował drugoplanową rolą Richarda w nominowanym do Złotych Globów miniserialu Filary Ziemi, zagrał tam u boku Rufusa Sewella i Iana McShane’a. Wystąpił następnie w będącym adaptacją powieści Williama Boyda serialu Any Human Heart. W 2011 wcielił się w postać piłkarza Duncana Edwardsa w filmie telewizyjnym United wyprodukowanym przez BBC, pojawił się również w filmie Piraci z Karaibów: Na nieznanych wodach w roli Philipa Swifta, a także jako Finnick Odair w filmach z cyklu Igrzyska śmierci. Później wystąpił u boku Lily Collins w Love, Rosie, a także zagrał Williama Traynora w produkcji Zanim się pojawiłeś. W 2019 dołączył do obsady Peaky Blinders, wcielając się w postać Oswalda Mosleya. W 2023 pojawił się jako Billy Dunne w serialu Daisy Jones & The Six.
W sierpniu 2017 wziął udział w sesji zdjęciowej jako model i trafił na okładkę „Sports Illustrated”.

## Życie prywatne
W 2013 zawarł związek małżeński z Laurą Haddock, w 2019 para ogłosiła rozstanie. Mają razem dwójkę dzieci: syna Pipa (ur. 2015) i córkę Margot (ur. 2018).

## Filmografia

### Filmy
| Filmy |                                         |                 |
| Rok   | Tytuł                                   | Rola            |
| ----- | --------------------------------------- | --------------- |
| 2010  | Zagubiona przyszłość                    | Kaleb           |
| 2011  | United                                  | Duncan Edwards  |
| 2011  | Piraci z Karaibów: Na nieznanych wodach | Philip Swift    |
| 2012  | Królewna Śnieżka i Łowca                | William         |
| 2013  | Igrzyska śmierci: W pierścieniu ognia   | Finnick Odair   |
| 2014  | Igrzyska śmierci: Kosogłos. Część 1     | Finnick Odair   |
| 2014  | Klub dla wybrańców                      | Alistair Ryle   |
| 2014  | Love, Rosie                             | Alex Stewart    |
| 2014  | Uśpieni                                 | Brian McNeil    |
| 2015  | Igrzyska śmierci: Kosogłos. Część 2     | Finnick Odair   |
| 2016  | Łowca i Królowa Lodu                    | William         |
| 2016  | Zanim się pojawiłeś                     | William Traynor |
| 2018  | 41 dni nadziei                          | Richard Sharp   |
| 2019  | Aniołki Charliego                       | Alexander Brock |
| 2020  | Enola Holmes                            | Mycroft Holmes  |
| 2020  | Pokochaj, poślub, powtórz               | Jack            |

### Seriale telewizyjne
| Seriale telewizyjne |                       |                             |
| Rok                 | Tytuł                 | Rola                        |
| ------------------- | --------------------- | --------------------------- |
| 2010                | Filary Ziemi          | Richard                     |
| 2010                | Any Human Heart       | Logan Mountstuart (młodszy) |
| 2012                | White Heat            | Jack                        |
| 2019                | Peaky Blinders        | Oswald Mosley               |
| 2023                | Daisy Jones & The Six | Billy Dunne                 |